# Mark Herron
Mark Herron (ur. 8 lipca 1928 w Baxter, zm. 13 stycznia 1996 w Los Angeles) – amerykański aktor, znany jako czwarty mąż aktorki i piosenkarki Judy Garland. Wystąpił m.in. w 8½ Federico Felliniego i Eye of the Cat.
12 czerwca 1964 roku ożenił się z Judy Garland, której towarzyszył podczas jej tournée po Australii. Ślubu udzielił im buddyjski duchowny, ale panna młoda nadal była żoną Sidneya Lufta. 14 listopada 1965 roku, już po uprawomocnieniu się rozwodu Garland z Luftem, w Las Vegas ożenili się ponownie. 6 miesięcy później byli już w separacji. Rozwiedli się 11 kwietnia 1967 roku. 
Mark Herron był homoseksualistą. Miał romans z Peterem Allenem, mężem swojej pasierbicy Lizy Minnelli. Po zakończeniu związku z Garland, był wieloletnim partnerem aktora Henry'ego Brandona do jego śmierci w 1990 roku.
Zmarł na raka w 1996 roku.